# MeSH
MeSH（メッシュ）は、Medical Subject Headings の頭文字であり、米国国立医学図書館 (NLM) が定める生命科学用語集（シソーラス）である。NLMがMEDLINEデータベースにおいて文献を管理する際、文献の内容を表す適切な用語を10〜15個程度文献に付与し、この用語により文献を検索・管理できるようにしているが、このときMeSHの用語を用いる。MeSHは毎年改訂されて新しい概念や語句が追加・修正され、最新の生命科学に対応できるようにしている。

## 内容
MeSHは、定義語 Descriptors、副表題 Qualifiers (Subheadings)、補足用語 Supplementary Concept Records の3つの基本事項と、それに加えて出版物の種類 Publication Characteristics (Publication Type)、場所 Geographics についての用語を含む。
2005年のMeSHは22,997の定義語、83の副表題、151,000の補足用語を含む。
定義語 Descriptors
定義語は、文献の内容を表すのに使われる。例えば喘息 Asthma、大腸菌 Escherichia coli、腫瘍幹細胞 Tumor Stem Cells などが含まれる。MEDLINEデータベースではこの定義語が文献に10〜15個程度付与される。定義語は階層構造で細かく分類されている（後述）。
副表題 Qualifiers (Subheadings)
副表題は、さまざまな分野で用いられ、階層構造に入らない大きな概念を別にしたもので、定義語と組み合わせて使う。例えば、診断 diagnosis、治療 therapy、手術 surgery、器具 instrumentation、教育 education などが含まれる。
補足用語 Supplementary Concept Records
補足用語は、薬物や化学物質、タンパクなどの名前を定めた用語である。
出版物の種類 Publication Characteristics (Publication Type)
出版物の種類は、文献がどういった形で発表されたかを記したものである。例えば、学術誌の記事 Journal Article、論説 Editorial、コメント Comment、総説 Review などが含まれる。
場所 Geographics
文献が発行された国・地域を記述する際に用いられる用語集である。
その他、同義語・類義語をMeSH定義語に誘導するための語句 Entry Terms を136,067個持つ（2005年）。例えば、Tumor（腫瘍）、Cancer（がん）、Neoplasm（新生物）などの語句は、MeSH用語「Neoplasms」に誘導される。

## 階層構造
MeSHは階層構造になっており、下位にいくほど厳密な定義語となる。例えば癌腫 Carcinoma は、
- All MeSH Categories（全MeSHカテゴリー）
  - A. Anatomy Category（解剖カテゴリー）
  - B. Organisms Category（生物カテゴリー）
  - C. Diseases Category（病気カテゴリー）
    - Neoplasms（新生物）
      - Neoplasms by Histologic Type（組織型別の新生物）
        - Neoplasms, Glandular and Epithelial（腺および上皮性新生物）
          - Carcinoma（癌腫）

の位置にあり、またCarcinomaの下位には、Adenocarcinoma（腺癌）、Carcinoma, Adenosquamous（腺扁平上皮癌）、Carcinoma, Basal Cell（基底細胞癌）などがある。検索に使用する際には、指定したMeSH用語の下位にある用語も検索に使用される。つまり、Carcinomaで検索した場合、その下位にあるAdenocarcinoma（腺癌）、Carcinoma, Adenosquamous（腺扁平上皮癌）、Carcinoma, Basal Cell（基底細胞癌）なども検索に含まれる。

## 歴史
米国国立医学図書館 (NLM) は、その前身の軍医総監局図書館 Library of Surgeon-General's office であった1879年から、Index Medicus という最新医学文献索引集を月刊で発行していた。これは、医学文献をその内容を一番端的に表す表題ごとに整理したものであった。1950年代になると、発行される医学文献の数は膨大となり、Index Medicus のデータの機械化、コンピューター化の必要が出てきた。1960年、NLMは Index Medicus のデータのコンピューター化プロジェクト MEDLARS (MEDical Literature Analysis and Retrieval System) を立ち上げた。
NLMは1954年に Subject Heading Authority List という Index Medicus のための表題集を発行していたが、コンピューター化データベースに使用するために用語を整理する必要があり、1960年にMeSHの初版が作られた。そして1963年、さらに改良を加えた第2版がウィニフレッド・セウェル（Winifred Sewell） の指導のもとに作成され、これが1964年に作られたコンピューター化データベースMEDLARSに使用された。初版の総表題数は4,413、2版では5,700であったが、階層構造等の基本構造は初版以来変わらず、毎年改訂されて収録語彙を増やしている。